# Anita Thallaug
Anita Thallaug (Bærum, 14 de febrero de 1938-20 de marzo de 2023) fue una cantante y actriz noruega. Conocida internacionalmente por su participación en el Festival de la Canción de Eurovisión 1963. Es hermana de la cantante de ópera Edith Thallaug.

## Inicios
Con siete años y bajo el nombre de Vesla Rolfsen debutó en el Teatro Edderkoppen (Teatro de la Araña) de Oslo. Apareció con frecuencia en la cadena de televisión Norsk Rikskringkasting, especialmente en programas infantiles. Anita fue la voz de Alicia en la versión noruega la película de Disney "Alicia en el país de las maravillas". En 1954 debutó en el cine con la película noruega "I moralens navn" (En nombre de la moral). En 1957 se convirtió en la primera actriz noruega en aparecer desnuda en el cine, fue en la película "Blondin i fara" (Rubia en peligro). La película ha alcanzado el estatus de "película de culto" en los Estados Unidos, donde fue lanzada en DVD en 2003.

## Festival de Eurovisión
El 10 de febrero de 1963 se efectuó en Oslo la final para seleccionar a la intérprete que representaría a Noruega en el Festival de Eurovisión. La vencedora fue Nora Brockstedt que ya había representado a Noruega en 1960 y en 1961, con la anción "Solhverv", Anita Thallaug quedó en tercera posición. Nora Brockstedt alegó que no podía asistir y al final se optó por enviar a Thallaug, se rumoreó que Brockstedt renunció ante los rumores de un posible fracaso en Eurovisión. Como fuere Thallug participó en el Festival de la Canción de Eurovisión 1963 cosechando un pésimo resultado siendo la primera representante en no obtener ningún punto y acabar en último lugar.

## Filmografía
- 1954, "I moralens navn"
- 1957, "Blondin i fara"
- 1962, "Operasjon Løvsprett"
- 1964, "Klokker i måneskinn"
- 1990, "Den spanske flue"

## Canciones en el Melodi Grand Prix
| Año  | Título                                                  | Clasificación en la final nacional | Clasificación en el Festival de Eurovisión |
| ---- | ------------------------------------------------------- | ---------------------------------- | ------------------------------------------ |
| 1962 | "Mormors spilledåse" ("La caja de música de la abuela") | 5                                  |                                            |
| 1962 | "Våre skal dagene være" ("Los días serán nuestros")     | 4                                  |                                            |
| 1963 | "Drømmekjolen" ("Vestido de sueño")                     | 4                                  |                                            |
| 1963 | "Adjø" ("Adiós")                                        | 5                                  |                                            |
| 1963 | "Solhverv" ("Solsticio")                                | 1                                  | 13                                         |
| 1966 | "Ung og forelsket" ("Joven enamorado")                  | 3                                  |                                            |
| 1966 | "Vims"                                                  | 5                                  |                                            |